# Allium stenopetalum
Allium stenopetalum — вид трав'янистих рослин родини амарилісові (Amaryllidaceae), ендемік Туреччини.

## Поширення
Поширений у південній Туреччині.